# Coupe de France 2022/23
De Coupe de France 2022/23 is de 106e editie van dit voetbalbekertoernooi en stond open voor alle bij de Franse voetbalbond (FFF) aangesloten clubs, inclusief voor clubs uit de Franse overzeese gebieden (de departementen Guadeloupe, Frans-Guyana, Martinique, Mayotte en Réunion) en de gemeenschap Saint-Pierre en Miquelon). Er namen dit seizoen 7.378 teams deel.
Het bekertoernooi omvatte 14 ronden plus een voorronde. De clubs van de Championnat National stroomden in de vijfde ronde in, de teams van de professionele Ligue 2 in de achtste ronde (1/128) en die van de Ligue 1 in de negende.

## Kwartfinales
|                            |                          |     |              |                                                                                 |
| 28 februari 2023 21:10 CET | Lyon (1)                 | 2–1 | Grenoble (2) | Parc Olympique Lyonnais Toeschouwers: 34.017 Scheidsrechter: Stéphanie Frappart |
| 28 februari 2023 21:10 CET | Barcola 24' Jeffinho 38' |     | Sbaï 74'     | Parc Olympique Lyonnais Toeschouwers: 34.017 Scheidsrechter: Stéphanie Frappart |

|                        |                                 |     |              |                                                                      |
| 1 maart 2023 18:15 CET | Nantes (1)                      | 2–1 | Lens (1)     | Stade de la Beaujoire Toeschouwers: 0 Scheidsrechter: Clément Turpin |
| 1 maart 2023 18:15 CET | - Delort 31' (pen.), 59' (pen.) |     | - Fofana 28' | Stade de la Beaujoire Toeschouwers: 0 Scheidsrechter: Clément Turpin |

|                        |                                                                                        |     |               |                                                                          |
| 1 maart 2023 18:45 CET | Toulouse (1)                                                                           | 6–1 | Rodez (2)     | Stadium de Toulouse Toeschouwers: 30,480 Scheidsrechter: Jérémie Pignard |
| 1 maart 2023 18:45 CET | - Aboukhlal 5' - Van den Boomen 7' - Dallinga 10', 51' (pen.) - Chaïbi 21' - Suazo 38' |     | Younoussa 69' | Stadium de Toulouse Toeschouwers: 30,480 Scheidsrechter: Jérémie Pignard |

|                        |                                                                                 |     |                                                                             |                                                                     |
| 1 maart 2023 21:00 CET | Marseille (1)                                                                   | 2–2 | Annecy (2)                                                                  | Stade Vélodrome Toeschouwers: 63,929 Scheidsrechter: Benoît Bastien |
| 1 maart 2023 21:00 CET | Veretout 29' Mughe 90+6'                                                        |     | Sahi 53' Mouanga 59'                                                        | Stade Vélodrome Toeschouwers: 63,929 Scheidsrechter: Benoît Bastien |
| 1 maart 2023 21:00 CET | Strafschoppen                                                                   |     |                                                                             | Stade Vélodrome Toeschouwers: 63,929 Scheidsrechter: Benoît Bastien |
| 1 maart 2023 21:00 CET | * Guendouzi - Sánchez - Tavares - Clauss - Ounahi - Vitinha - Rongier - Balerdi | 6–7 | * Kashi - Demoncy - Mouanga - Baldé - Jean - El Jaouhari - Shamal - Lajugie | Stade Vélodrome Toeschouwers: 63,929 Scheidsrechter: Benoît Bastien |

## Halve finales
|                    |            |     |          |                                                                            |
| 5 april 2023 21:10 | Nantes (1) | 1–0 | Lyon (1) | Stade de la Beaujoire Toeschouwers: 34.687 Scheidsrechter: Bastien Dechepy |
| 5 april 2023 21:10 | Blas 57'   |     |          | Stade de la Beaujoire Toeschouwers: 34.687 Scheidsrechter: Bastien Dechepy |

|                    |                    |     |                          |                                                                    |
| 6 april 2023 20:45 | Annecy (2)         | 1–2 | Toulouse (1)             | Parc des Sports Toeschouwers: 13.620 Scheidsrechter: Jérémy Stinat |
| 6 april 2023 20:45 | Bosetti 51' (pen.) |     | Aboukhlal 36' Chaïbi 85' | Parc des Sports Toeschouwers: 13.620 Scheidsrechter: Jérémy Stinat |

## Finale
|                     |                 |     |                                             |                                                            |
| 29 april 2023 21:00 | Nantes (1)      | 1-5 | Toulouse (5)                                | Stade de France, Saint-Denis Scheidsrechter: Benoît Millot |
| 29 april 2023 21:00 | Blas 75' (pen.) |     | Costa 4' 10' Dallinga 23' 31' Aboukhlal 79' | Stade de France, Saint-Denis Scheidsrechter: Benoît Millot |